# Lémure
Pour les articles ayant des titres homophones, voir Lémur et Lemur.
Les lémures sont des spectres malfaisants issus des croyances de l'antiquité romaine. 

## Antiquité romaine
La mythologie romaine assimile les lémures aux âmes damnées d’hommes et de femmes ne pouvant trouver le repos car ils ont connu une mort tragique ou particulièrement violente ou étant privés de sépulture. Ils viennent souvent hanter les demeures des vivants. Pour les mettre en fuite (car leur révocation n’est pas possible), le peuple romain célébrait la fête des Lemuria les 9, 11 et 13 mai. Chaque père de famille accomplissait les rites dans son foyer.  Cette pratique visait à apaiser d'éventuelles apparitions pour épargner les vivants.
Dans Fastes, Ovide explique : 

« Lorsqu'il s'est lavé les mains dans l'eau d'une source pure,
   il fait demi-tour, après avoir pris d'abord des fèves noires
et les avoir jetées derrière lui ; en les jetant, il dit :
   "Je vous offre ces fèves ; avec elles, je me rachète moi et les miens."
Il prononce ceci neuf fois, sans regarder en arrière :
l'ombre est censée ramasser les fèves et suivre ses pas, sans être vue.
À nouveau il touche l'eau et fait retentir le bronze de Témèse
   puis demande à l'ombre de quitter son toit.
Lorsqu'il a dit neuf fois : "Mânes de mes pères, sortez !,"
il regarde derrière lui et considère que les rites sont accomplis selon les règles. »

Ovide, Les Fastes, 5,419-492
Selon les croyances,  les fèves représentent la nourriture des morts.
Ensuite afin de précipiter leur déroute, on frappait de grands vases d’airain toute la nuit durant.